# Палац (гурт)
Палац — музичний гурт з Білорусі. Колектив був заснований у 1992 року у Мінську, Олегом Хоменко (біл. Алег Хаменка), Юрієм Відронком (біл. Юра Выдронка) та Дмитром Войтюшкевичем (біл. Зьміцер Вайцюшкевіч). Творчість колективу це обробка білоруських народних пісень у різних музичних стилях: кантрі, фанк, джаз та ін.

## Дискографія
- Палац (1995)
- Дарожка (1997)
- Танчыць Палац (2001)
- Лепшае (2002)
- Чужыя дзеўкі (2002)
- Сьвяточны (2003)
- «Кола грукатала» (2012)
- «Салдат-доктар» (2012)